# Charlie Phillips
Charlie Phillips, właśc. Cuthbert Phillips (ur. 23 czerwca 1910 w Newport, zm. 15 października 1969 w Lichfield) – walijski piłkarz występujący na pozycji napastnika.
W barwach Wolverhampton Wanderers, Aston Villi oraz Birmingham rozegrał łącznie 146 spotkań i zdobył 44 bramki w Division One.
W reprezentacji Walii zadebiutował 22 kwietnia 1931 w wygranym 3:2 meczu British Home Championship z Irlandią Północną, w którym strzelił gola. W latach 1931–1937 w drużynie narodowej rozegrał 13 spotkań i zdobył 5 bramek.